# Indywidualne Mistrzostwa Polski na Żużlu 1979
Indywidualne Mistrzostwa Polski na Żużlu 1979 – zawody żużlowe, mające na celu wyłonienie medalistów indywidualnych mistrzostw Polski w sezonie 1979. Rozegrano cztery turnieje ćwierćfinałowe, dwa półfinały oraz finał, w którym zwyciężył Zenon Plech.

## Finał
- Gorzów Wielkopolski, 22 lipca 1979
- Sędzia: ?

| Msc. | Zawodnik              | Klub           | Pkt   |             |  |
| ---- | --------------------- | -------------- | ----- | ----------- |  |
| 1    | Zenon Plech           | Gdańsk         | 13 +3 | (2,3,2,3,3) |  |
| 2    | Mieczysław Woźniak    | Gorzów Wlkp.   | 13 +2 | (3,2,3,3,2) |  |
| 3    | Robert Słaboń         | Wrocław        | 12    | (3,3,3,u,3) |  |
| 4    | Bernard Jąder         | Leszno         | 11    | (1,3,2,2,3) |  |
| 5    | Eugeniusz Błaszak     | Gniezno        | 11    | (3,3,1,2,2) |  |
| 6    | Andrzej Huszcza       | Zielona Góra   | 9     | (3,1,3,0,2) |  |
| 7    | Jerzy Kochman         | Świętochłowice | 8     | (1,2,3,2,0) |  |
| 8    | Piotr Pyszny          | Rybnik         | 7     | (1,2,0,3,1) |  |
| 9    | Bolesław Proch        | Gorzów Wlkp.   | 6     | (u,0,2,3,1) |  |
| 10   | Kazimierz Adamczak    | Leszno         | 6     | (2,2,2,w,d) |  |
| 11   | Andrzej Marynowski    | Gdańsk         | 5     | (2,0,1,1,1) |  |
| 12   | Jan Ząbik             | Toruń          | 4     | (d,1,1,1,1) |  |
| 13   | Grzegorz Kuźniar      | Rzeszów        | 3     | (2,u,1,–,–) |  |
| 14   | Eugeniusz Miastkowski | Toruń          | 3     | (d,1,d,2,0) |  |
| 15   | Antoni Fojcik         | Rybnik         | 2     | (0,0,0,d,2) |  |
| 16   | Bolesław Gorczyca     | Wrocław        | 1     | (0,1,0,d,–) |  |
|      | rez. Jerzy Rembas     | Gorzów Wlkp.   | 4     | (1,3)       |  |
|      | rez. Marek Towalski   | Gorzów Wlkp.   | 0     | (u)         |  |